# Arrey, Novi Meksiko
Arrey je popisom određeno mjesto u okrugu Sierri u američkoj saveznoj državi Novom Meksiku. Prema popisu stanovništva SAD 2010. ovdje je živjelo 232 stanovnika.

## Povijest
Ime je dobio od francuskih doseljenika 1800-ih. Obitelji prezimena Arrey žive u južnom Novom Meksiku oko Silver Cityja i Las Crucesa.

## Zemljopis
Nalazi se na 32°50′55″N 107°19′09″W / 32.84861°N 107.31917°W. Prema Uredu SAD-a za popis stanovništva, zauzima 2,05 km2 površine, sve suhozemne.

## Stanovništvo
Prema podatcima popisa 2010. ovdje je bilo 232 stanovnika, 79 kućanstava od čega 70 obiteljskih, a stanovništvo po rasi bili su 66,4% bijelci, 0,4% "crnci ili afroamerikanci", 0,4% "američki Indijanci i aljaskanski domorodci", 0,0% Azijci, 0,0% "domorodački Havajci i ostali tihooceanski otočani", 31,9% ostalih rasa, 0,9% dviju ili više rasa. Hispanoamerikanaca i Latinoamerikanaca svih rasa bilo je 83,2%.